# Лосицький Володимир Всеволодович
Володимир Всеволодович Лоси́цький (16 листопада 1935, Челябінськ — 9 жовтня 1997, Київ) — грузинський та український оперний співак (бас).

## Життєпис
Народився 16 листопада 1935 року в місті Челябінську (нині Росія). Упродовж 1958—1960 років навчався у Московській консерваторії; 1964 року закінчив Тбіліську консерваторію, де навчався у класі Давида Андгуладзе.
Після здобуття музичної освіти — соліст Грузинського театру опери та балету імені Захарія Паліашвілі у Тбілісі; з 1973 року і до смерті — соліст Академічного театру опери та балету Української РСР імені Тараса Шевченка у Києві.
Помер у Києві 9 жовтня 1997 року.

## Творчість
Майстер яскравих музично-сценічних образів. Виконав партії:
- Староста («Наймичка» Михайла Вериківського);
- Кошовий («Тарас Бульба» Миколи Лисенка);
- Варлаам («Борис Годунов» Модеста Мусоргського);
- Справник («Катерина Ізмайлова» Дмитра Шостаковича);
- Ротний («Євгеній Онєгін» Петра Чайковського);
- Бартоло («Севільський цирульник» Джоаккіно Россіні);
- Цуніга («Кармен» Жоржа Бізе);
- Граф Чепрано, Барон («Ріголетто», «Травіата» Джузеппе Верді).

У 1958 році взяв участь у Декаді грузинського мистецтва і літератури в Москві.
Знявся у телевізійних фільмах режисера Бориса Небієрідзе: «Іванко і цар Поганин» (1984) та «Червоні черевички» (1986).